# Jörg Wutzl
Jörg Wutzl (* 4. Oktober 1989 in Hartberg) ist ein ehemaliger österreichischer Beachvolleyballspieler.

## Karriere
Wutzl wurde 2006 bei seinem ersten internationalen Turnier, der U18-Europameisterschaft in Bratislava, Fünfter mit Jörg Haidbauer. Im Jahr darauf wurden die beiden bei der Jugend-Weltmeisterschaft in Mysłowice Neunter. Bei der Junioren-WM im gleichen Jahr trat er mit Sebastian Schweighofer an. 2008 wurde er mit Thomas Zass Fünfter bei der U20-Europameisterschaft in San Salvo. Im gleichen Jahr spielte er das Turnier in Brighton mit Alexander Berger und 2009 in Blackpool mit Robin Seidl. Außerdem kam er mit Martin Streitfellner auf den 13. der U23-EM 2009 in Jantarny.
Ab 2010 bildete er ein festes Duo mit Michael Leeb, der bereits im Vorjahr beim Grand Slam in Klagenfurt sein Partner gewesen war. Wutzl/Leeb absolvierten diverse Open-Turnier und kamen bei der U23-EM 2010 in Kos auf den neunten Rang. 2012 wurde Daniel Müllner Wutzls neuer Partner. Bei der EM in Scheveningen erreichten die Österreicher als Gruppendritte die erste Hauptrunde, mussten sich dann aber den späteren Finalisten Boersma/Spjikers aus den Niederlanden geschlagen geben. Beim Grand Slam in Rom konnten sich Wutzl/Müllner für den Hauptbewerb qualifizieren und dort überraschend die Nummer eins Chinas Xu/Wu schlagen. 2013 konnte er mit Daniel Müllner den 17. Platz bei der WM in Stare Jabłonki (POL) erzielen.
In der ersten gemeinsamen Saison konnte er mit Simon Frühbauer 2015 den österreichischen Staatsmeistertitel feiern. Auf der FIVB World Tour 2015/16 landeten Frühbauer/Wutzl lediglich auf hinteren Rängen. Nachdem sie 2017 ausschließlich auf nationalen Turnieren unterwegs waren, starteten sie 2018 wieder auf der FIVB World Tour. Hier gelangen ihnen einige Top-Ten-Platzierungen, darunter ein Sieg beim 1-Stern-Turnier in Langkawi und ein zweiter Platz beim 1-Stern-Turnier in Poreč.
Nachdem Wutzl wegen einer Knieverletzung fast ein ganzes Jahr pausieren musste, beendete er 2019 seine Beachvolleyball-Karriere.